# 中国战时生产局
中国战时生产局（War Production Board，WPB）是抗日战争时期国民政府统制工业生产、物资采购的兼具协调性、计划性、决策性的经济综合管理机构。战时生产局为综理战时生产事务的最高机关，隶属行政院并受军事委员会的指挥监督。其任务为保证军用及主要民用物资的生产量以及对公私战时生产机构的指挥监督及联系。

## 历史
1944年美国在太平洋战争取得压倒优势，开始安排战后世界的政治经济格局。1944年4月开始的豫湘桂会战，近百万军队溃败千里，沦陷了146座城市、30多个机场、6000万人口，大后方的工业生产也大幅度衰退倒闭，军工厂仅有55%开工，钢铁工业开工的仅20%，至1944年底军事经济形势仍处于危机状态。1944年8月18日，美国总统罗斯福致信美国战时生产局主席唐纳德·纳尔逊，对其访华提出了7点要求：
1. 从蒋介石和其幕僚那里获知他们对当前经济形势的看法，以及他们对此所能采取的措施。
2. 向总统及美国政府有关负责人报告对经济形势的独立判断，尤其是中国当前的经济对其继续战争的影响如何
3. 研究发现中国战后的经济条件，尤其是战后美国与中国的经济关系。还应适当考虑战前日本对华工业输出哪些是有利于中国经济发展而能为美国所利用
4. 向蒋及其幕僚表面美国并非要支配中国的国内经济，只是适当的维护美国的经济利益。美国完全明白中国具有优先权，从长远的观点而言，中国将支配自己的国内经济
5. 赴华使团最终将做出一份报告，提出美国对华的经济对策是什么，必须标明中国的经济状况，哪些部分需要发放公债或股票，哪些部门完全求助于美国私人资本，哪些投资美国人受到限制等
6. 使团所获得情报必须通报美国驻华大使
7. 上述诸要点必须在4-6个月内完成

1944年9月6日，赫尔利以罗斯福总统私人代表身份，和美国战时生产局主席唐纳德·纳尔逊、特别助理洛克（Edward A. Locke）和杰克逊（James A. Jacobson）访问重庆，以防止中国政府崩溃、支持中国军队在中国战场拖住日本陆军主力，并执行扶蒋反共的对华政策。9月19日，蒋介石和唐纳德·纳尔逊、卡尔和洛克两次会谈；蒋介石完全同意唐纳德·纳尔逊提出的仿照美国战时生产局体制统制经济活动。9月21日赫尔利和唐纳德·纳尔逊返美。9月27日，纳尔逊在华盛顿向罗斯福总统就访华事宜做了1小时汇报，包括“在重庆与蒋主席会商将中国全部工业力量用于对日作战所拟之计划”，即成立中国战时生产局的计划。10月19日，纳尔逊针对美国为加强中国战时经济应采取的措施，向罗斯福总统提出了五项建议并获得批准。10月21日，美国政府宣布赫尔利接任驻华大使。11月2日，白宫宣布“纳尔逊奉罗斯福总统之命，将再赴华一行，协助增强中国战时努力，并建立与美国相等之战时生产局机构”。11月初赫尔利和唐纳德·纳尔逊再度访华，并途径莫斯科与苏联外长莫洛托夫会谈。1944年11月16日纳尔逊飞抵重庆当日，中国战时生产局在重庆市中三路305号中央无线电器材厂成立，美国人任顾问。与纳尔逊一同抵达的美籍人员共14人，包括5位钢铁专家，1位酒精专家，统称“纳尔逊使团”（Nelson Mission），抗战胜利后改称“美国生产顾问团”（American Production Mission）。12月9日立法院通过了《战时生产局组织法》。
- 局长翁文灏（经济部长兼）
- 副局长彭学沛
- 秘书处：代理处长吴兆洪[6]/处长吴景超。设总务组、机要组、编撰组。
- 参事：陶凤山、朱炳南、张慰慈、伍守恭。
- 顾问孔莱（Howard Coonley，美国机械专家、美国战时生产局保管处处长）、助理顾问杰克逊。参加局务会议决定各事宜，再送局长签呈。
- 优先处：决定各项物品生产、运输的缓急。处长彭学沛兼，副局长陈长桐。设：需要组、分配组、研究组、国际物资总帐组（1945年5月12日增设）。
- 材料处：掌握生产原料的分配。处长张兹闿。设：矿冶组、煤焦组、电力组、液体燃料组、化工组。
- 制造处：联络各工厂生产。处长包可永/刘史瓒。设：机械组、电工组、运输器材组、纺织组。
- 军用器材处：处长杨继曾（兵工署制造司司长兼）。设：军用器材供应组、军用器材生产组。
- 运输处：处长王炳南。设：分配组、运务组。
- 采办处：联络各部门的采办事宜。处长严家淦，常驻印度。设：国外物资组、国内物资组、民用物资组（1945年5月12日增设）。
- 财务处：处长张悦联，副处长张训坚。设：调度组、出纳组、账务组。
- 审议委员会：由局长兼任主席，副局长兼任秘书，外交部长（宋子文）、财政部长（俞鸿钧）、军政部长（陈诚）、经济部长、交通部长（俞飞鹏）为当然委员，另聘3人为委员（资源委员会副主委钱昌照、战时运输管理局副局长龚学遂、军政部次长俞大维）。
- 中美联合生产委员会：主任委员翁文灏，副主任委员唐纳德·纳尔逊，委员谭伯羽（经济部次长）、钱昌照（资源委员会副主委）、孔莱、杰克逊。
- 战时生产财务委员会：由战时生产局局长、副局长、财务处长、材料处长、局务秘书，以及四联总处、中央银行、中国银行、交通银行、中央信托局、邮政储金汇业局等代表组成。主席翁文灏。
- 需要及生产优先委员会：以各需要机关（军政部、后方勤务部、航空委员会、交通部、经济部、财政部、粮食部、农林部、卫生署、战时运输管理局等）代表为委员，战时生产局局长为主席，副局长及优先处长为秘书。
- 运输优先委员会：以各需用运输机关（军政部、航空委员会、战时运输局、交通部、经济部、粮食部、卫生署、中央银行、中国航空公司、战时生产局美籍顾问、驻华美军、美国对外经济事务局）代表为委员。战时生产局局长、军政部长、战时运输局局长等3人为常务委员，战时生产局局长为主席，运输处处长为秘书。
- 采办委员会：采办处长为主席，各政府采办机关代表为委员。
- 液体燃料管理委员会：原为资源委员会酒精业务委员会。主任委员秦汾。军政部、财政部、经济部、战时运输局、战时生产局代表任委员。负责生产酒精供驻华美军使用。
- 煤焦管理局：1945年1月3日，经济部燃料管理处划归战时生产局，改称煤焦管理处。
- 钢铁制造顾问委员会
- 液体燃料顾问委员会
- 煤焦顾问委员会
- 电力顾问委员会
- 汽车配件顾问委员会
- 电工器材顾问委员会
- 机器工业顾问委员会

该局负责分配进口工业器材，从中国银行、交通银行、中央信托局、邮政储金汇业局获得贷款额度100亿元（四家分别为三成、四成、一成五、一成五比例，月息2分，期限一年，可续订或增订，财政部担保），政府拨款10亿元，用加工订货付款等办法，扶持、稳定工业生产。如代兵工署订货兵工器材，代交通部汽车配件总库订货汽车配件等。至1945年6月战时生产局的100亿元额度支出总额达78亿元，其中代政府机关订货垫付定金占39%，垫款协助生产机构占17.8%，贷款增加生产设备23%，购储急要器材占18%。战时生产局的运作以“优先制”为中心，包括：生产及分配、运输、采办。
1945年1月又成立“中国战时运输管理局”（War Transportation Board， WTB）。
1945年2月底第一批美方技术专家返美；1945年3月第二批美方技术专家20人抵华，涵盖了钢铁、电力、煤炭、机床、有色金属、采矿、军械制造、石油、酒精、纺织、设备安装与建厂、化学品等领域；卡内（Andrew T. Kearney）和布鲁克斯（E. P. Brooks）接替了离任的孔莱和杰克逊任中国战时生产局顾问。
1945年8月抗战胜利，战时生产局即停止生产工作，专办结束事宜，订单催收，结清本利，清偿银行贷款。1945年10月3日杜鲁门总统私人代表洛克在重庆向蒋介石递交了杜鲁门亲笔信：“正如你所知道的那样，这一使团成立于1944年，是为协助中国的战时生产所采取的一项紧急措施。随着战争的结束，这一使团也当然圆满完成了它的原定目标。洛克先生此去将与贵国政府紧密合作，根据贵国经济的各方面要求，具体安排这一使团人员的撤离时间问题。”10月底，美国专家开始撤离中国。1945年11月26日国民政府最高经济委员会第一次会议通过决议，决定撤销中国战时生产局和中国战时运输管理局。12月8日洛克向杜鲁门汇报：“到现在为止，顾问团成员已经全部离开了中国，这标志着中美两国战时经济合作的结束和战后经济合作的开始。”下属的液体燃料管理委员会和煤焦管理局、器材总库于1946年1月1日改归（中华民国）经济部管辖。